# Posthuset Odengatan
Posthuset Odengatan är en byggnad i Kvarteret Resedan i hörnet Odengatan och Dalagatan i Vasastan, Stockholm.
I kvarteret låg fram till 1885 Bergianska trädgården  och på 1910-talet börjades området bebyggas. 
På kvarterets södra del, i hörnet Odengatan/Dalagatan uppfördes åren 1928 till 1929 en större byggnad innehållande post samt bostäder och kontorsrum. Byggnaden, som ritades av Erik Lallerstedt, gestaltades i svensk tjugotalsklassicism. Byggherre var Byggnadsstyrelsen och byggmästare Botolfsen & Co. Byggnaden är numer ett byggnadsminne. Fasaderna är behandlade i gul slätputs, de nedre våningarna är markerade med murpelare och stora spröjsade fönster, takvåningen är indragen och smyckad med polykroma putsornament mellan fönstren. En ensam balkong med smidesräcke är enda variationen mot Odengatan.

## Bilder

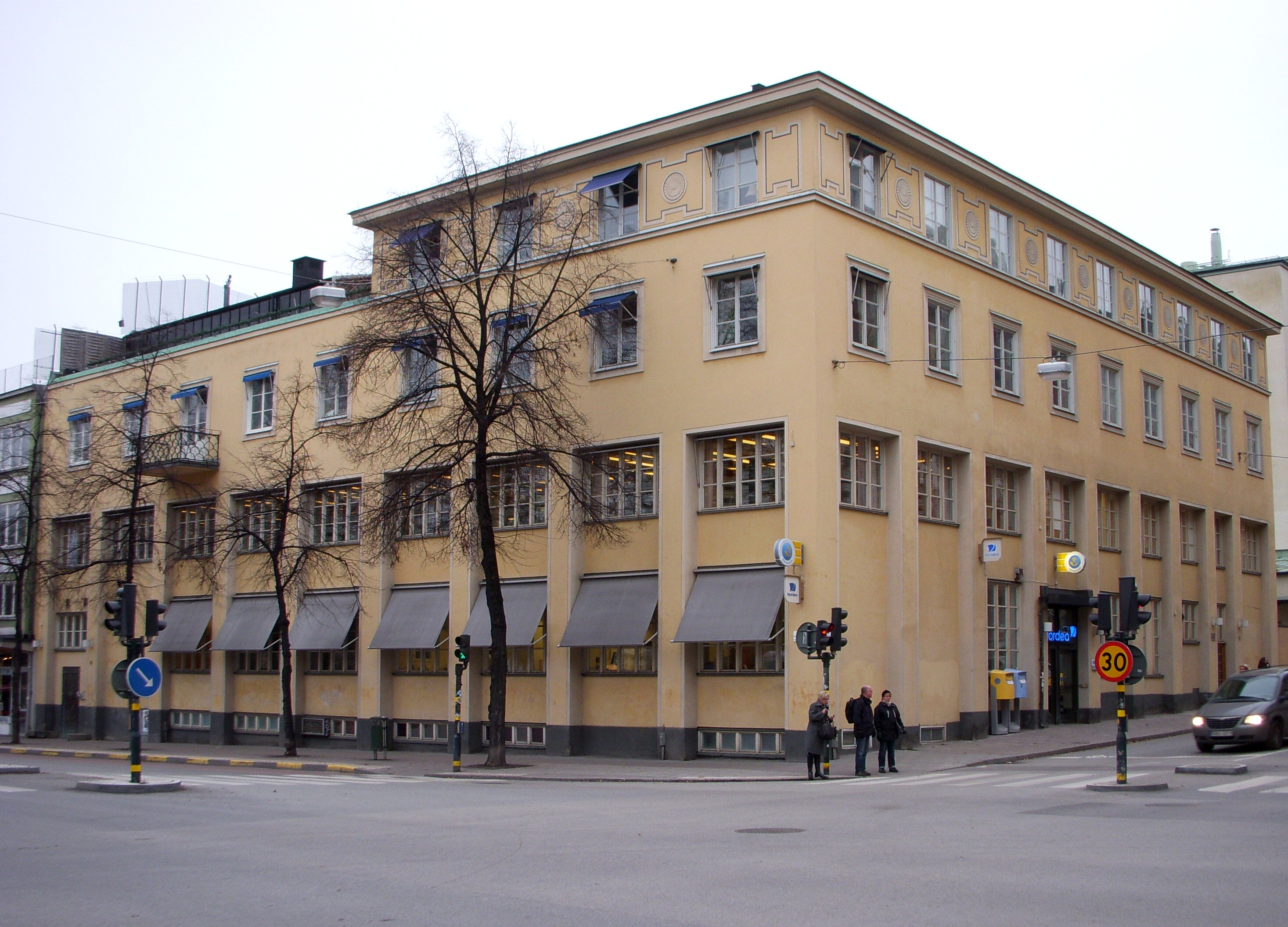
Posthuset, fasad mot Odengatan
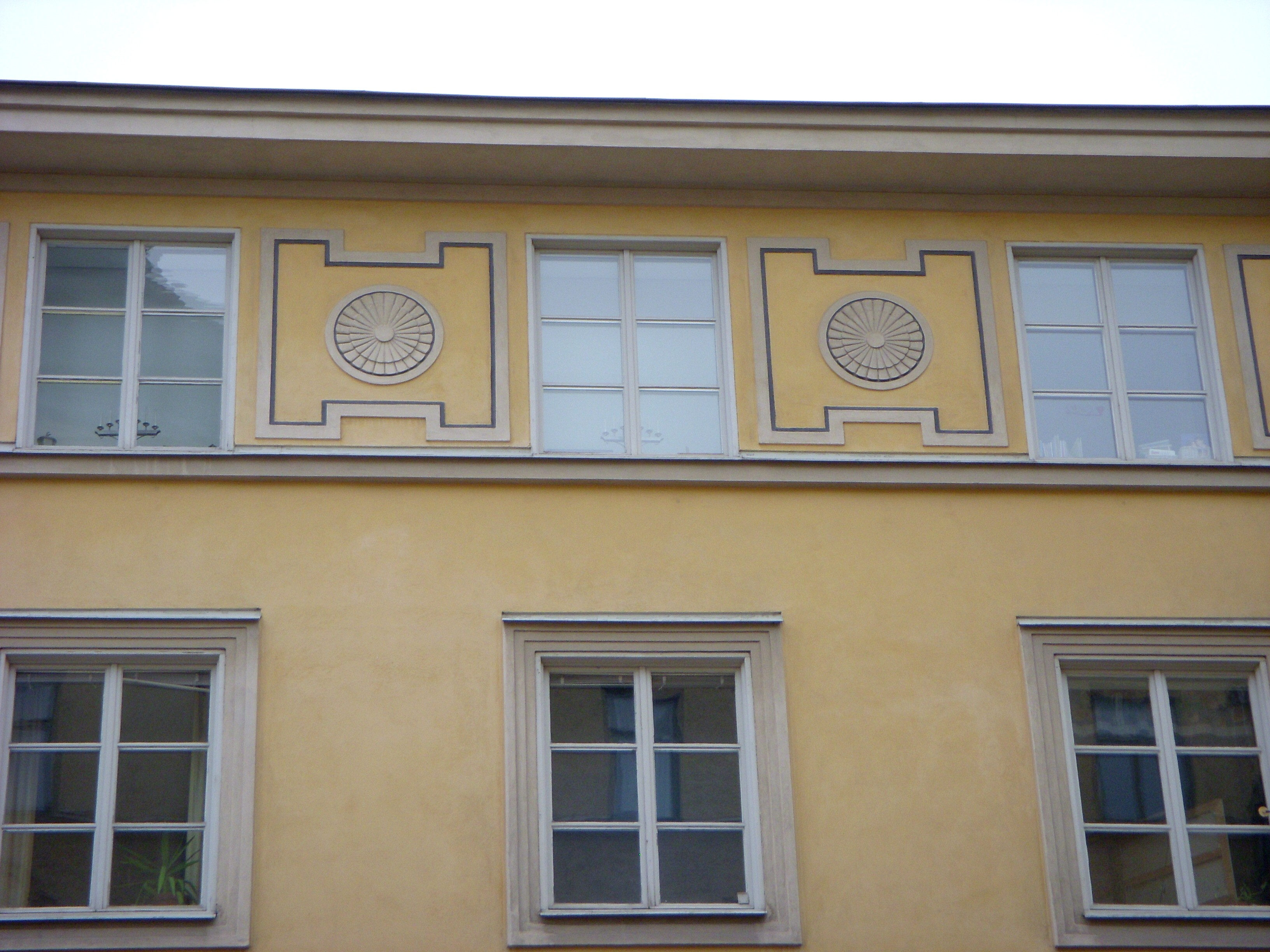
Polykroma putsornament mellan fönstren
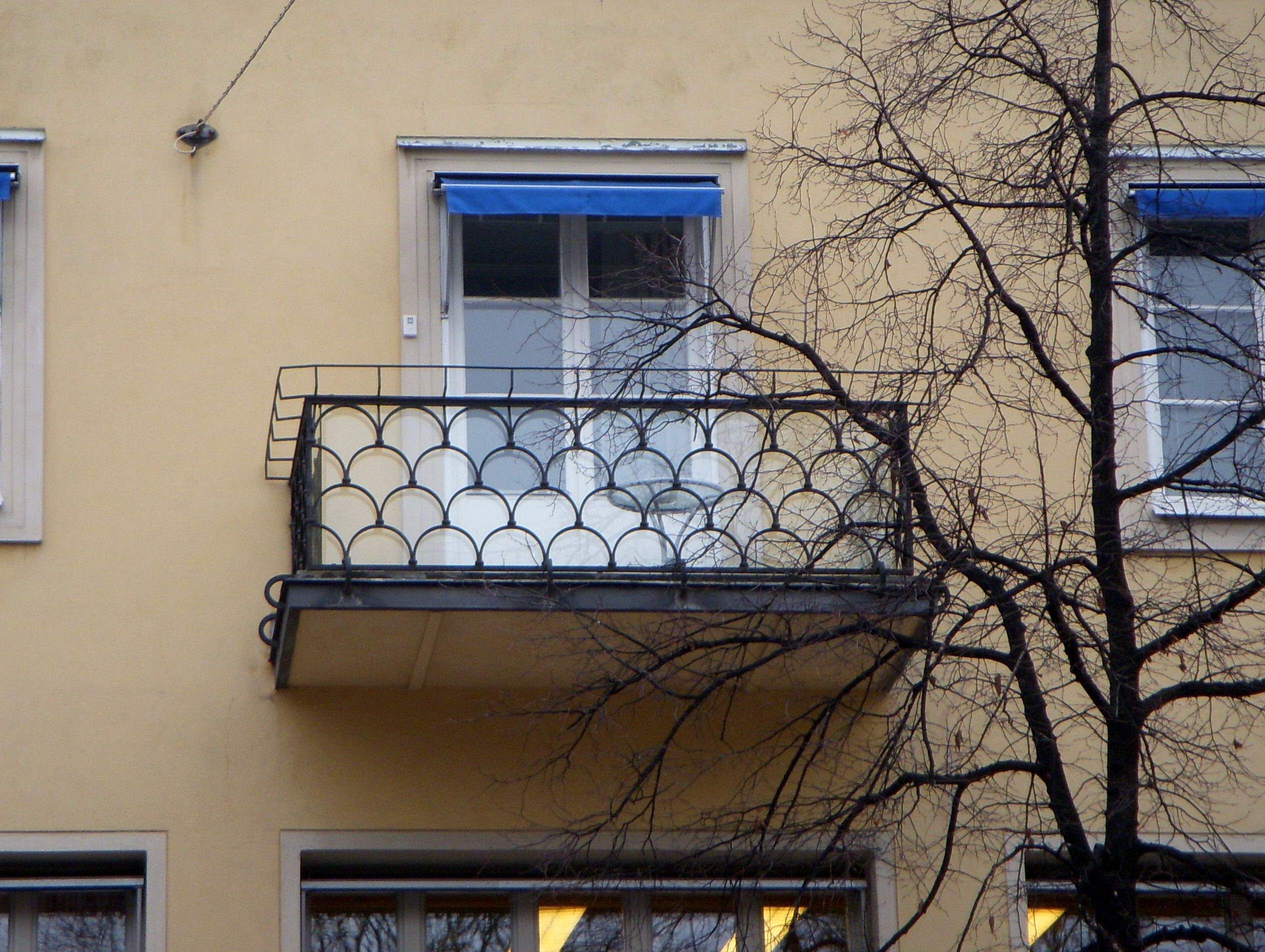
Den ensamma balkongen